# Droga wojewódzka nr 960
Droga wojewódzka nr 960 (DW960) – droga wojewódzka o długości 13,2 km w południowo-zachodniej części województwa małopolskiego, łącząca Czarną Górę z Łysą Polaną.
Droga biegnie przez wieś Bukowina Tatrzańska oraz przez teren Tatrzańskiego Parku Narodowego. Umożliwia dojazd do Łysej Polany oraz do Morskiego Oka.

## Miejscowości leżące przy trasie DW960
- Czarna Góra (DK49)
- Bukowina Tatrzańska (DW961)
- Łysa Polana